# Sarcophaga shuxia
Sarcophaga shuxia är en tvåvingeart som beskrevs av Feng och Ge-Xia Qiao 2003. Sarcophaga shuxia ingår i släktet Sarcophaga och familjen köttflugor. Inga underarter finns listade i Catalogue of Life.